# Гражданка (Приморский край)
Гражда́нка — село в Анучинском районе Приморского края. Административный центр Гражданского сельского поселения.

## География
Село Гражданка стоит на правом берегу реки Тихая (приток Синегорки) между сёлами Чернышевка (западнее) и Лугохутор (восточнее).
Через село проходит Дальневосточная железная дорога (линия Сибирцево — Новочугуевка).
Расстояние до Анучино (через Арсеньев) около 49 км, до Арсеньева — около 14 км.
Между Гражданкой и Чернышевкой на северо-запад идёт дорога к селу Рисовое и посёлку ЛЗП-3.

## Население
| 2001 | 2002  | 2010  |
| ---- | ----- | ----- |
| 1299 | ↘1155 | ↘1023 |

## Улицы
| - ул. Блюхера, - ул. Бонивура, - ул. Гагарина, - ул. Горяйнова, - ул. Кирова, - ул. Кольцевая, | - ул. Комарова, - ул. Комсомольская, - ул. Королёва, - ул. Крымская, - ул. Лазо, - ул. Леонтьева, | - ул. Литвиненко, - ул. Луговая, - ул. Луцкого, - ул. Мира, - ул. Молодёжная, - ул. Надреченская, | - ул. Свободы, - ул. Советская - ул. Угловая, - ул. Центральная, - ул. Юбилейная. |

## Экономика
- Сельскохозяйственные предприятия Анучинского района, рисоводство.